# Liste der Monuments historiques in Mouterre-Silly
Die Liste der Monuments historiques in Mouterre-Silly führt die Monuments historiques in der französischen Gemeinde Mouterre-Silly auf.

## Liste der Bauwerke
| Bezeichnung                      | Beschreibung                       | Standort | Kennzeichnung | Schutzstatus | Datum | Bild |
| -------------------------------- | ---------------------------------- | -------- | ------------- | ------------ | ----- | ---- |
| Kirche St-Maximin                | Erbaut im 18. Jahrhundert          | (Lage)   | PA00105559    | Inscrit      | 1935  |      |
| Château de la Bâtie              | Schloss, erbaut im 17. Jahrhundert | (Lage)   | PA00105557    | Inscrit      | 1969  |      |
| Château de la Fuye               | Erbaut im 16. Jahrhundert          | (Lage)   | PA00105558    | Inscrit      | 1987  |      |
| Kirche Notre-Dame de Chasseignes | Erbaut ab dem 11. Jahrhundert      | (Lage)   | PA00105560    | Classé       | 2014  |      |

## Liste der Objekte
- Monuments historiques (Objekte) in Mouterre-Silly in der Base Palissy des französischen Kultusministeriums